# チャド・ウォーラック
- チャド・ウォラック
- チャド・ウォーラク

チャド・アーサー・ウォーラック（Chad Arthur Wallach, 1991年11月4日 - ）は、アメリカ合衆国カリフォルニア州オレンジ郡ヨーバリンダ出身のプロ野球選手（捕手）。右投右打。MLBのロサンゼルス・エンゼルス傘下所属。
実父は元メジャーリーガー（三塁手）のティム・ウォーラック。

## 経歴

### プロ入り前
2010年のMLBドラフト43巡目（全体1312位）でロサンゼルス・ドジャースから指名されたが、カリフォルニア州立大学フラトン校へ進学した。

### プロ入りとマーリンズ傘下時代
2013年のMLBドラフト5巡目（全体142位）でマイアミ・マーリンズから指名され、6月19日に契約。契約後、傘下のA-級バタビア・マックドッグスでプロデビュー。43試合に出場して打率.226、13打点を記録した。
2014年はA級グリーンズボロ・グラスホッパーズとA+級ジュピター・ハンマーヘッズでプレー。A級グリーンズボロでは78試合に出場して打率.321、7本塁打、49打点、3盗塁を記録した。

### レッズ時代
2014年12月11日にマット・レイトスとのトレードで、アンソニー・デスクラファニーと共にシンシナティ・レッズへ移籍した。
2015年は傘下のA+級デイトナ・トーテュガスでプレーし、106試合に出場して打率.246、3本塁打、32打点、2盗塁を記録した。
2016年はAA級ペンサコーラ・ブルーワフーズでプレーし、69試合に出場して打率.240、8本塁打、30打点を記録した。
2017年はAAA級ルイビル・バッツで開幕を迎え、64試合に出場した。打率.226、9本塁打、18打点、1盗塁の成績で、8月25日にレッズとメジャー契約を結んでアクティブ・ロースター入りした。8月27日のピッツバーグ・パイレーツ戦で「8番・捕手」として先発起用され、メジャーデビュー。4打数無安打に終わった。8月28日にAAA級ルイビルへ降格したが、8月31日に再昇格した。代打として出場した9月20日のセントルイス・カージナルス戦では、サム・トゥイバイララからメジャー初安打を記録。この年メジャーでは6試合に出場して打率.091だった。

### マーリンズ時代
2017年11月3日にウェイバー公示を経て古巣のマーリンズへ復帰した。
2018年は開幕ロースター入りしたが、4月17日にAAA級ニューオーリンズ・ベビーケークスへ降格した。7月9日にメジャーへ再昇格した。7月12日に再びAAA級ニューオーリンズへ降格した。7月18日に7日間の故障者リスト入りした。セプテンバー・コールアップの9月1日にメジャーへ再昇格した。この年は15試合に出場して打率.178、1本塁打、5打点を記録した。
2019年は19試合に出場して打率.250、1本塁打、3打点を記録した。
2020年は15試合に出場して打率.227、1本塁打、6打点を記録した。
2021年7月24日にDFAとなった。

### ドジャース傘下時代
2021年7月30日にウェイバー公示を経てドジャースへ移籍し、傘下のAAA級オクラホマシティ・ドジャースへ配属された。

### エンゼルス時代
2021年8月7日にウェイバー公示を経てロサンゼルス・エンゼルスへ移籍し、傘下のAAA級ソルトレイク・ビーズへ配属された。
2022年は40人枠外からスプリングトレーニングに参加していたものの開幕ロースター入りはならず、開幕をAAA級ソルトレイクで迎えた。5月7日に控え捕手のカート・スズキが故障者リスト入りしたため、メジャー契約を結んでアクティブ・ロースター入りした。11月2日にウェイバー公示を経て、翌11月3日にFAとなったが、22日にマイナー契約で再契約を結び、翌23日にAAA級ソルトレイクに配属された。
2023年はAAA級ソルトレイクで開幕を迎えたが、4月21日にメジャー契約を結んでアクティブ・ロースター入りした。8月19日にローガン・オーハッピーの復帰に伴ってDFAとなり、翌20日にAAA級ソルトレイクに配属されたが、マット・サイスが故障者リスト入りしたため、僅か5日で再昇格した。それ以降は完全にメジャーに定着し、最終的に65試合に出場して打率.197、7本塁打、15打点を記録した。オフの10月17日にFAとなった。
2024年2月9日にマイナー契約でエンゼルスと再契約を結んで、スプリングトレーニングに招待選手として参加したが、開幕はAAA級ソルトレイクで迎えた。この年は、一度もメジャー昇格を果たすことは出来なかった。オフの11月4日にFAとなった。

### レンジャーズ傘下時代
2025年1月19日にテキサス・レンジャーズとマイナー契約を結び、同年のスプリングトレーニングに招待選手として参加することになった。

### エンゼルス復帰
2025年6月10日、ロサンゼルス・エンゼルスとマイナー契約を結んだ。

## 詳細情報

### 年度別打撃成績
| 年 度    | 球 団    | 試 合 | 打 席 | 打 数 | 得 点 | 安 打 | 二 塁 打 | 三 塁 打 | 本 塁 打 | 塁 打 | 打 点 | 盗 塁 | 盗 塁 死 | 犠 打 | 犠 飛 | 四 球 | 敬 遠 | 死 球 | 三 振 | 併 殺 打 | 打 率 | 出 塁 率 | 長 打 率 | O P S |
| -------- | -------- | ----- | ----- | ----- | ----- | ----- | -------- | -------- | -------- | ----- | ----- | ----- | -------- | ----- | ----- | ----- | ----- | ----- | ----- | -------- | ----- | -------- | -------- | ----- |
| 2017     | CIN      | 6     | 11    | 11    | 0     | 1     | 0        | 0        | 0        | 1     | 0     | 0     | 0        | 0     | 0     | 0     | 0     | 0     | 5     | 0        | .091  | .091     | .091     | .182  |
| 2018     | MIA      | 15    | 52    | 45    | 4     | 8     | 1        | 0        | 1        | 12    | 5     | 0     | 0        | 1     | 0     | 4     | 0     | 2     | 23    | 0        | .178  | .275     | .267     | .541  |
| 2019     | MIA      | 19    | 54    | 48    | 4     | 12    | 3        | 0        | 1        | 18    | 3     | 0     | 0        | 0     | 0     | 6     | 0     | 0     | 12    | 0        | .250  | .333     | .375     | .708  |
| 2020     | MIA      | 15    | 48    | 44    | 4     | 10    | 3        | 0        | 1        | 16    | 6     | 0     | 0        | 1     | 0     | 3     | 0     | 0     | 12    | 1        | .227  | .277     | .364     | .641  |
| 2021     | MIA      | 23    | 66    | 60    | 2     | 12    | 2        | 1        | 0        | 16    | 6     | 0     | 0        | 0     | 2     | 3     | 0     | 1     | 32    | 1        | .200  | .242     | .267     | .509  |
| 2022     | LAA      | 12    | 40    | 35    | 3     | 5     | 1        | 0        | 1        | 9     | 4     | 0     | 0        | 1     | 0     | 4     | 0     | 0     | 9     | 1        | .143  | .231     | .257     | .488  |
| 2023     | LAA      | 65    | 172   | 157   | 18    | 31    | 5        | 1        | 7        | 59    | 15    | 0     | 1        | 2     | 0     | 13    | 0     | 0     | 57    | 5        | .197  | .259     | .376     | .635  |
| MLB：7年 | MLB：7年 | 155   | 443   | 400   | 35    | 79    | 15       | 2        | 11       | 131   | 39    | 0     | 1        | 5     | 2     | 33    | 0     | 3     | 150   | 8        | .198  | .263     | .328     | .591  |

- 2024年度シーズン終了時

### MLBポストシーズン打撃成績
| 年 度     | 球 団     | シ リ ｜ ズ | 試 合 | 打 席 | 打 数 | 得 点 | 安 打 | 二 塁 打 | 三 塁 打 | 本 塁 打 | 塁 打 | 打 点 | 盗 塁 | 盗 塁 死 | 犠 打 | 犠 飛 | 四 球 | 敬 遠 | 死 球 | 三 振 | 併 殺 打 | 打 率 | 出 塁 率 | 長 打 率 |
| --------- | --------- | ----------- | ----- | ----- | ----- | ----- | ----- | -------- | -------- | -------- | ----- | ----- | ----- | -------- | ----- | ----- | ----- | ----- | ----- | ----- | -------- | ----- | -------- | -------- |
| 2020      | MIA       | NLWC        | 2     | 7     | 7     | 1     | 1     | 0        | 0        | 0        | 1     | 0     | 0     | 0        | 0     | 0     | 0     | 0     | 0     | 3     | 1        | .143  | .143     | .143     |
| 2020      | MIA       | NLDS        | 3     | 7     | 7     | 0     | 0     | 0        | 0        | 0        | 0     | 0     | 0     | 0        | 0     | 0     | 0     | 0     | 0     | 3     | 0        | .000  | .000     | .000     |
| 出場：1回 | 出場：1回 | 出場：1回   | 5     | 14    | 14    | 1     | 1     | 0        | 0        | 0        | 1     | 0     | 0     | 0        | 0     | 0     | 0     | 0     | 0     | 6     | 1        | .071  | .071     | .071     |

- 2024年度シーズン終了時

### 年度別守備成績
捕手守備
| 年 度 | 球 団 | 捕手（C） | 捕手（C） | 捕手（C） | 捕手（C） | 捕手（C） | 捕手（C） | 捕手（C） | 捕手（C） | 捕手（C） | 捕手（C） | 捕手（C） |
| 年 度 | 球 団 | 試 合     | 刺 殺     | 補 殺     | 失 策     | 併 殺     | 守 備 率  | 捕 逸     | 企 図 数  | 許 盗 塁  | 盗 塁 刺  | 阻 止 率  |
| ----- | ----- | --------- | --------- | --------- | --------- | --------- | --------- | --------- | --------- | --------- | --------- | --------- |
| 2017  | CIN   | 3         | 20        | 1         | 1         | 0         | .955      | 0         | 1         | 1         | 0         | .000      |
| 2018  | MIA   | 14        | 112       | 8         | 2         | 1         | .984      | 1         | 7         | 4         | 3         | .429      |
| 2019  | MIA   | 14        | 132       | 7         | 1         | 1         | .993      | 1         | 5         | 3         | 2         | .400      |
| 2020  | MIA   | 15        | 110       | 4         | 0         | 1         | 1.000     | 0         | 12        | 8         | 4         | .333      |
| 2021  | MIA   | 19        | 161       | 3         | 2         | 1         | .998      | 4         | 14        | 13        | 1         | .071      |
| 2022  | LAA   | 12        | 80        | 3         | 0         | 0         | 1.000     | 0         | 9         | 8         | 1         | .111      |
| MLB   | MLB   | 77        | 625       | 26        | 6         | 4         | .990      | 6         | 48        | 37        | 11        | .229      |

内野守備
| 年 度 | 球 団 | 一塁（1B） | 一塁（1B） | 一塁（1B） | 一塁（1B） | 一塁（1B） | 一塁（1B） |
| 年 度 | 球 団 | 試 合      | 刺 殺      | 補 殺      | 失 策      | 併 殺      | 守 備 率   |
| ----- | ----- | ---------- | ---------- | ---------- | ---------- | ---------- | ---------- |
| 2017  | CIN   | 1          | 0          | 0          | 0          | 0          | ----       |
| MLB   | MLB   | 1          | 0          | 0          | 0          | 0          | ----       |

- 2019年度シーズン終了時

### 背番号
- 49（2017年）
- 17（2018年 - 2021年）
- 35（2022年 - 2023年）